# リチャード・グローヴナー (第4代準男爵)

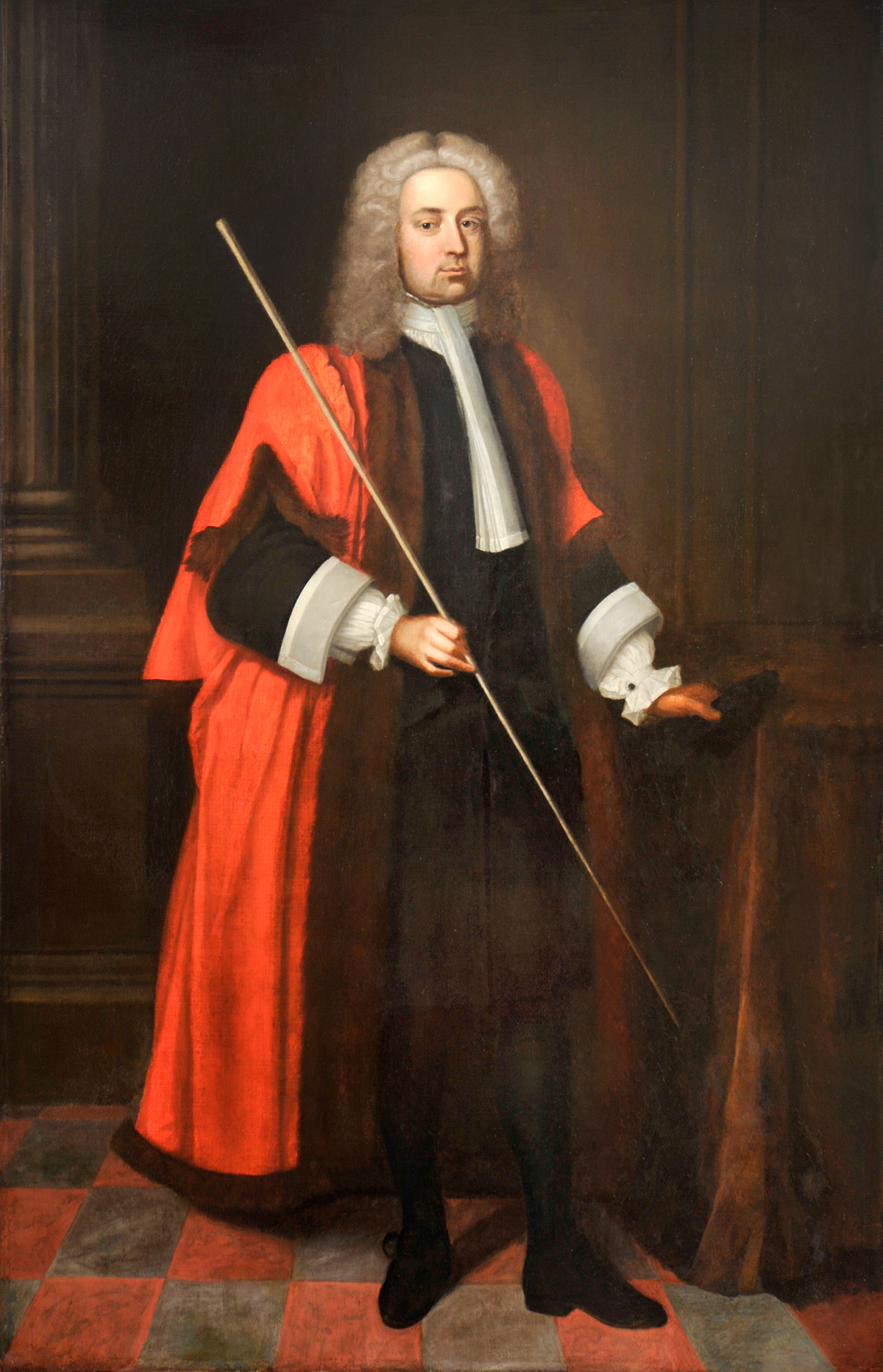
チャールズ・ジャーヴァスによる肖像画

第4代準男爵サー・リチャード・グローヴナー（英語: Sir Richard Grosvenor, 4th Baronet、1689年6月26日 – 1732年7月12日）は、グレートブリテン王国の政治家。トーリー党に所属し、1715年から1732年まで庶民院議員を務めた。

## 生涯
第3代準男爵サー・トマス・グローヴナーとメアリー・デイヴィス（Mary Davies、1665年頃 – 1730年1月12日、アレクサンダー・デイヴィスの娘）の息子として、1689年6月26日に生まれた。1698年から1704年までイートン・カレッジで教育を受けた後、1704年から1707年までグランドツアーに出て、スイス、バイエルン、イタリア、オランダを旅した。イートン・カレッジ在学中の1700年6月に父が死去すると、準男爵位を継承した。死去時点で母が精神異常をきたしていたため、代わりに元議員フランシス・チャムリー（Francis Cholmondeley、1636年 – 1713年）がリチャードを含む3代準男爵の子女を育てた。
1715年イギリス総選挙でシティ・オブ・チェスター選挙区から出馬、現職の第3代準男爵サー・ヘンリー・バンベリーとピーター・シェイカリー（Peter Shakerley）と激しい選挙戦を繰り広げた。3人ともにトーリー党員であり、選挙の結果はグローヴナー783票、バンベリー603票、シェイカリー491票でグローヴナーとバンベリーが当選した。グローヴナーは同年にチェスター市長も務めており、議会では常に野党の立場で投票した。
1715年ジャコバイト蜂起にあたっては同年9月にジャコバイト組織であるチェシャー・クラブ（Cheshire Club）の会議に出席し、蜂起への不参加を決定した。
ロンドンにおける地所の発展に寄与しており、メイフェアのグローヴナー・スクエアはグローヴナーに因んで名付けられた。
1727年のジョージ2世戴冠式に参加した。
1732年7月12日に死去、18日にチェシャーのエクルズトンで埋葬された。息子がおらず、準男爵位は弟トマスが継承した。

## 家族
1708年、ジェーン・ウィンダム（Jane Wyndham、1719年2月6日埋葬、第2代準男爵サー・エドワード・ウィンダムの娘）と結婚した。2人は1女（1732年以前没）をもうけた。
1724年、ダイアナ・ウォーバートン（Diana Warburton、1703年頃 – 1730年2月18日、第3代準男爵サー・ジョージ・ウォーバートンの娘）と再婚したが、2人の間に子供はいなかった。